# Лука Београд
Лука „Београд" је градска лука Београда и налази се на Дунаву, на 1168 km од његовог ушћа. Лука је близу средишта града и у непосредној близини Панчевачког моста. Лука такође управља и путничким терминалом на оближњој Сави. Могућности луке су такве да она може примити 3 милиона тона робе годишње и 300.000 m² складишног простора у затвореном и 650.000 m² на отвореном. 

## Историја
Лука Београд је отворена 1961. године. До тада је лучки део Београда био део уз главну железничку станицу и Карађорђеву улицу. У новије време јавили су се планови за премештање луке даље од града, на другу страну Дунава, а да се постојеће земљиште луке искористи за нову стамбено-пословну изградњу. Један део луке биће преобликован и за будућу Марину „Дорћол“.

## Галерија
- Путнички терминал на реци Сави у Карађорђевој улици.
- Стари кран код некадашњих магацина луке на Сави, данашња Бетон хала, непосредно у близини путничког терминала.
- Путнички брод усидрен на пристану путничког терминала на реци Сави.
- Теретна лука на Дунаву.
- Лука Београд на Дунаву.
- Теретна дизалица луке на Дунаву.